# Red Dirt
Pour l’article homonyme, voir Red Dirt (musique).
Red Dirt est un film américain écrit et réalisé par Tag Purvis et sorti en 2000.

## Synopsis
Griffith (Dan Montgomery Jr) est un jeune homme d'une vingtaine d'années. Il vit dans la petite localité de Pine Apple dans le Mississippi avec sa tante Summer (Karen Black). Embourbé dans un quotidien qui ne lui offre guère, retenu par sa tante agoraphobe et sa cousine Emily un peu trop amoureuse de lui (Aleksa Palladino), le jeune homme rêve de partir pour l'ouest (Texas). 
L'arrivée d'un inconnu, Lee Todd (Walton Goggins), va bouleverser son existence. Celui qui n'était là au départ que pour louer une petite maison ayant appartenu à Lily Mae, la nourrice de Griffith, va incarner la possibilité de s'échapper, en lui faisant remettre en question sa vie présente ainsi que l'attachement qu'il éprouve envers les deux femmes, le tout en lui dévoilant un penchant homoérotique que le jeune homme aura du mal à comprendre et à accepter.

## Distribution
- Dan Montgomery Jr : Griffith Joseph Burns
- Walton Goggins : Lee Todd
- Aleksa Palladino : Emily
- Karen Black : Summer

## Thèmes
- Le film se passe dans le Sud des États-Unis ; il en capture l'essence et s'inscrit dans la lignée des écrivains du Sud des États-Unis (Tennessee Williams, Eudora Welty dont l'incipit de sa nouvelle Why I Lived at the P.O. est cité dans le film).
- L'homosexualité est subtilement effleurée : il s'agit plus d'un film sur la découverte de soi et le poids social de la famille (Griffith est tiraillé entre sa tante invalide et son envie de partir et de vivre sa vie).

## Anecdotes
Le film s'ouvre sur le texte suivant :
« Forever and a day and the blood of man, stained red the dirt of the Mississippi land. And in this journey we go, but in this place we’ll stay. If only in the heart, where memory of love, eternally remains. »
Ce texte constitue l'épitaphe inscrite sur la tombe de Lily Mae. Il sera également prononcé par Griffith et Lee à la toute fin du film.